# Ornaisons
Ornaisons , es una localidad  y comuna francesa, situada en el departamento del Aude en la región administrativa de Languedoc-Rosellón y la región natural de Corbierès..
Sus habitantes reciben el gentilicio en francés Montsérétois.

## Demografía
| 896 | 929 | 902 | 903 | 943 | 951 |
| Para los censos de 1962 a 1999 la población legal corresponde a la población sin duplicidades (Fuente: INSEE [Consultar]) |     |     |     |     |     |